# 科洛梅采沃农村居民点 (沃罗涅日州)
科洛梅采沃农村居民点（俄语：Коломыцевское сельское поселение）是俄罗斯联邦沃罗涅日州利斯基区所属的一个农村居民点。其下辖有2个居民点，行政中心为科洛梅采沃。据2016年统计，该农村居民点的人口为996人。